# 磷酸乙酯亚乙酯
磷酸乙酯亚乙酯是一种磷酸酯，化学式为C4H9O4P，它在形式上是磷酸和乙醇与乙二醇形成的酯。它可由氯磷酸乙烯酯和乙醇在三乙胺存在下于四氢呋喃中反应制得；或由二氯磷酸乙酯和乙二醇反应得到。它可用于合成聚磷酸酯。